# Рос Търнбул
Рос Търнбул (на английски: Ross Turnbull) е английски футболист играещ за ФК Челси. Роден е на 4 януари 1985 г. в Бишъп Оукланд, Англия.

## Кариера
Рос Търнбул бе привлечен в Челси със свободен трансфер.
Двадесет и четири годишният вратар дойде от Мидълзбро и подписа четиригодишен договор.
Търнбул бе свободен, след като договора му на „Ривърсайд“ изтече и Рос предпочете да отиде на юг, отколкото да подпише нов контракт с отбора, който изпадна в Чемпиъншип.
Той се присъедини с Петър Чех и Иларио към първия отбор на клуба, работейки с треньора на вратарите Кристоф Лолишон.
Иларио, който е на 34 години също подписа нов, двегодишен договор с клуба до 2011 г.
Рос, който е национал на Англия в младежкия отбор, е роден в Бишъп Оукланд и преминава през всички отбори на Мидълзбро, правейки дебют през май 2006 г. при равенството 1:1 срещу Болтън.
Преди това е бил за кратки периоди в Дарлингтън, Барнзли, Брадфорд и Крю. Участва в турнира за Младежката ФА Къп през 2002/03, като Боро достига финала, но губи от Манчестър Юнайтед.
Следва обиграване в Кардиф Сити, което обаче е прекъснато от серия контузии в края на 2007 г. В края на кампанията Марк Шварцер обявява, че преминава в Фулъм, като през следващия сезон Рос и Брад Джоунс спорят за титулярния пост на Мидълзбро.
Първоначално Дожунс е предпочетен от Гарет Саутгейт, но контузия го спира от участие на загрявката преди втория мач от сезона. Даден е шанс на Търнбул, който е неизменен титуляр до края на годината.
Последният му двубой за Мидълзбро е именно срещу Челси на „Стамфорд Бридж“ в края на януари, като Саломон Калу вкарва два безответни гола за „сините“. По-рано през сезона Рос е в състава при разгрома с 5:0 на „Ривърсайд“.
Търнбул има общо 29 мача за Мидълзбро, както и 67 участия за други клубове.
След изтичнето на договора с Челси, Търнбул преминава в Донкастер, а след един сезон отново се връща в Барнзли, където е бил два пъти под аренда като юноша. И в двата клуба Тернбул е смятан за първи номер, но честите му травми, не позволяват да се изяви истински, за два сезона той участва общо в 58 срещи.
15 юли 2015 година Тернбул преминава в „Лидс Юнайтед“